# Рубикон (фильм, 2022)
«Рубикон» (нем. Rubikon) — австрийский научно-фантастический фильм  о космосе режиссёра Магдалены Лаурич (нем. Magdalena Lauritsch). Премьера фильма состоялась 1 июля 2022 года. Показ в кинотеатрах Австрии состоялся 16 сентября 2022 года.

## Сюжет
2056 год. Возникли проблемы с экологией. Доступ к жилью со свежим воздухом есть только у богатых. Больше нет государств — мир поделён между корпорациями. Если между компаниями возникают конфликты, то проблему решают их частные армии. На космической станции «Rubikon», принадлежащей «Nibra Corporation», доктор Дмитрий Крылов вывел съедобные водоросли, способные вырабатывать кислород.
Солдат корпорации «Нибра» Ханна Вагнер вместе с наследником влиятельной семьи химиком Гэвином Эбботом прибыла на станцию. Секретная миссия Ханны — привезти водоросли на Землю. Остальные члены экипажа возвращаются на Землю по завершении контракта на модуле «Vesta 2», среди них Данило Крылов, сын Дмитрия. В результате действий зелёных активистов в Северном полушарии образовалось облако обломков. «Vesta 2» теряет связь центром управления полётов, теряет управление и сгорает в атмосфере. Вагнер получает сообщение от сестры Кнопки, оставшейся на Земле, что там хаос, который корпорации уже не могут сдерживать.
Ханна, Гэвин и Дмитрий, оставшиеся на станции, видят, как Землю полностью накрывает огромное токсичное облако, связь с планетой пропадает. Выжить на поверхности становится невозможно. Узнав об этом Гэвин пытается покончить с собой. Крылов говорит, что система жизнеобеспечения станции «Rubikon» работает на основе водорослей и втроём они смогут поддерживать её в рабочем состоянии. Однако, в случае смерти одного из них, остальные двое умрут, так как воздушная смесь распадётся. Ханна беременна от Гэвина, и водоросли отреагировали изменением цвета на перемены в её гормональном цикле. Женщин-солдат принудительно стерилизуют с помощью компьютерного чипа, устройство Вагнер отключилось после потери связи с Землёй.
Ханна устанавливает контакт с Землёй. Около трёхсот человек (руководители корпорации и их семьи) прячутся  в подземном бункере от токсичного тумана. Они просят астронавтов привезти на Землю водоросли и спасти их. Ханна и Гэвин хотят вернуться на Землю, но Дмитрий не согласен с ними и отключает охлаждающие системы посадочного модуля «Vesta 1». При старте происходит перегрев систем модуля «Vesta 1», люди эвакуируются на «Rubikon», а «Vesta 1» взрывается.
Эббот рассказывает об аварии на старте «Vesta 1», администратор Эстер сообщает ему о миссии IKARUS. Ханна говорит, что должна была доставить на Землю лабораторию с материнской культурой водорослей неуправляемым грузовым челноком IKARUS. Гэвин и Ханна дорабатывают челнок для транспортировки людей. Ханна попросила Эстер поговорить с одним из солдат, которые доставили руководителей в подземный бункер. Та ответила, что все солдаты погибли. Убежища рассчитаны на 300 мест, и руководители корпорации пожертвовали солдатами ради спасения своих семей. Вагнер остановила запуск IKARUS. 
Гэвин совершил самоубийство будучи уверенным в том, что его смерть вынудит Вагнер и Крылова вернуться на Землю — они не смогут выжить на космической станции вдвоём. Но выясняется, что Дмитрий придумал это, чтобы заставить Гэвина отказаться от самоубийства. 
Через несколько лет Кнопка, дочь Ханны, включает рацию и узнаёт, что часть населения выжила где-то в "южных лагерях".

## В ролях
| Актёр                                        | Роль                            | Дублирует            |
| -------------------------------------------- | ------------------------------- | -------------------- |
| Юлия Франц Рихтер (нем. Julia Franz Richter) | Ханна Вагнер (Hannah Wagner)    | Анна Киселёва        |
| Джордж Благден                               | Гэвин Эббот (Gavin Abbott)      | Александр Лучинин    |
| Марк Иванир                                  | Дмитрий Крылов (Dimitri Krylow) | Владимир Рыбальченко |
| Николас Мону (нем. Nick Monu)                | Филипп Дженсон (Philipp Jenson) | Геннадий Новиков     |
| Даниэла Конг                                 | Трейси Сато (Tracy Sato)        | Инга Сметанина       |
| Константин Фролов (нем. Konstantin Frolov)   | Данило Крылов (Danilo Krylow)   | Александр Матвеев    |
| Ханна Ранг                                   | сестра Кнопка (Knopf)           | Ева Финкельштейн     |
| Любиша Груйчич                               | Серхио (Sergio)                 |                      |
| Йонас Эмилиан Гежабек                        | дочь Кнопка (Little Knopf)      |                      |
| Стефани Кэннон                               | Эстер (Esther)                  | Инга Сметанина       |